# Comănești
Comănești là một thị xã thuộc hạt Bacău, România. Dân số thời điểm năm 2011 là 19568 người.